# Douglas David Gracey
Sir Douglas David Gracey, britanski general, * 3. september 1894, Britanska Indija, † 5. junij 1964, Surrey, Anglija.
Gracey je bil načelnik generalštaba Pakistanske kopenske vojske med letoma 1948 in 1951.

## Odlikovanja
- red kopeli
- red zvezde Indije
- red britanskega imperija
- Vojaški križec